# Dear Bride
Dear Bride là đĩa đơn tiếng Nhật thứ tư của nhóm nhạc nam Hàn Quốc BTOB. Đĩa đơn này đã đạt vị trí thứ hai trên bảng xếp hạng Oricon Singles Chart, với doanh số tuần đầu là 100.000 bản.

## Bối cảnh và phát hành
Ngày 13 tháng 1 năm 2016, BTOB đăng tải những thông tin về đĩa đơn tiếng Nhật tiếp theo cũng như danh sách bài hát. Đĩa đơn này bao gồm các phiên bản đĩa cứng thường và một bản đĩa cứng CD+DVD giới hạn. Video âm nhạc của đĩa đơn với cảnh mở đầu của thành viên Changsub được đăng tải vào ngày 14 tháng 2 năm 2016. Nhóm bắt đầu quảng bá tại Nhật Bản từ giữa tháng 2 đến đầu tháng 3.

## Danh sách bài hát
| Phiên bản giới hạn CD | Phiên bản giới hạn CD                        | Phiên bản giới hạn CD |
| STT                   | Nhan đề                                      | Thời lượng            |
| --------------------- | -------------------------------------------- | --------------------- |
| 1.                    | "Dear Bride"                                 | 4:49                  |
| 2.                    | "Sky's Tears" (涙色の空)                     | 5:48                  |
| 3.                    | "Because We Can Meet Again" (また会えるから) | 5:52                  |
| 4.                    | "Always and Forever" (ずっとずっと)          | 5:03                  |
| 5.                    | "Dear Bride" (Instrumental)                  | 4:48                  |
| Tổng thời lượng:      | Tổng thời lượng:                             | 26:42                 |

| Phiên bản giới hạn DVD | Phiên bản giới hạn DVD | Phiên bản giới hạn DVD |
| STT                    | Nhan đề                | Thời lượng             |
| ---------------------- | ---------------------- | ---------------------- |
| 1.                     | "Dear Bride PV"        |                        |
| 2.                     | "PV Making"            |                        |

| Phiên bản thường A | Phiên bản thường A             | Phiên bản thường A |
| STT                | Nhan đề                        | Thời lượng         |
| ------------------ | ------------------------------ | ------------------ |
| 1.                 | "Dear Bride"                   |                    |
| 2.                 | "Sky's Tears" (涙色の空)       |                    |
| 3.                 | "Dear Bride" (Instrumental)    |                    |
| 4.                 | "Sky's Teasers" (Instrumental) |                    |

| Phiên bản thường B | Phiên bản thường B                           | Phiên bản thường B |
| STT                | Nhan đề                                      | Thời lượng         |
| ------------------ | -------------------------------------------- | ------------------ |
| 1.                 | "Dear Bride"                                 |                    |
| 2.                 | "Because We Can Meet Again" (また会えるから) |                    |
| 3.                 | "Dear Bride" (Instrumental)                  |                    |
| 4.                 | "Because We Can Meet Again" (Instrumental)   |                    |

| Phiên bản thường C | Phiên bản thường C                  | Phiên bản thường C |
| STT                | Nhan đề                             | Thời lượng         |
| ------------------ | ----------------------------------- | ------------------ |
| 1.                 | "Dear Bride"                        |                    |
| 2.                 | "Always and Forever" (ずっとずっと) |                    |
| 3.                 | "Dear Bride" (Instrumental)         |                    |
| 4.                 | "Always and Forever" (Instrumental) |                    |

## Bảng xếp hạng
| Ngày phát hành      | Bảng xếp hạng Oricon  | Vị trí | Doanh số mở đầu | Doanh số tổng |
| ------------------- | --------------------- | ------ | --------------- | ------------- |
| 24 tháng 2 năm 2016 | Daily Singles Chart   | 2      | 79,298          | 110,884       |
| 24 tháng 2 năm 2016 | Weekly Singles Chart  | 2      | 94,230          | 110,884       |
| 24 tháng 2 năm 2016 | Monthly Singles Chart | 3      | 94,230          | 110,884       |